# Letitia Vriesde
Letitia Alma Vriesde (Paramaribo, Suriname, 5 de outubro de 1964) é uma antiga atleta surinamense, que se especializou em corridas de meio-fundo, notabilizando-se principalmente na distância de 800 metros. Foi duas vezes medalhada em diferentes edições dos Campeonatos Mundiais de Atletismo e é a única desportista do seu país a ter participado em cinco Olimpíadas.

## Carreira
Começou a praticar atletismo no Suriname mas, quando o Comité Olímpico do seu país falhou a sua inscrição nos Jogos Olímpicos de 1984, Vriesde decidiu partir para os Países Baixos, para poder aí treinar e competir. A melhoria das suas competências só viria a traduzir-se em grandes resultados internacionais a partir do início da década de 1990.
O seu maior feito desportivo foi a obtenção da medalha de prata nos Campeonatos Mundiais de 1995, disputados em Gotemburgo, atrás da campeã cubana Ana Fidelia Quirot. Meses antes já havia ganho a medalha de bronze nos 800 metros dos Campeonatos do Mundo em Pista Coberta, tornando-se a primeira mulher sul-americana a ser medalhada em campeonatos mundiais outdoor e indoor no mesmo ano.

## Recordes pessoais
Outdoor
| Prova       | Tempo   | Data                   | Local      |
| ----------- | ------- | ---------------------- | ---------- |
| 400 metros  | 52.01   | 12 de julho de 1997    | Arnhem     |
| 800 metros  | 1:56.68 | 13 de agosto de 1995   | Gotemburgo |
| 1000 metros | 2:32.25 | 10 de setembro de 1991 | Berlim     |
| 1500 metros | 4:05.67 | 31 de agosto de 1991   | Tóquio     |
| Milha       | 4:30.45 | 8 de julho de 1992     | Lausanne   |
| 3000 metros | 9:15.64 | 11 de maio de 1991     | Leiden     |

Indoor
| Prova       | Tempo   | Data                    | Local      |
| ----------- | ------- | ----------------------- | ---------- |
| 400 metros  | 53.56   | 19 de fevereiro de 1995 | Haia       |
| 800 metros  | 1:59.21 | 23 de fevereiro de 1997 | Birmingham |
| 1000 metros | 2:38.30 | 25 de fevereiro de 1999 | Estocolmo  |
| 1500 metros | 4:14.05 | 12 de fevereiro de 1992 | Budapeste  |
| 3000 metros | 9:07.08 | 31 de janeiro de 1993   | Haia       |